# تاماس تيفينبآخ
تاماس تيفينبآخ (بالمجرية: Tiefenbach Tamás)‏ هو لاعب كرة قدم مجري في مركز الهجوم، ولد في 25 ديسمبر 1972 في بودابست في المجر. لعب مع نادي أويبست.

## وصلات خارجية
- تاماس تيفينبآخ على موقع قاعدة بيانات كرة القدم.إي يو (الإنجليزية)
- تاماس تيفينبآخ على موقع عالم كرة القدم.نت (الإنجليزية)